# Ixora insignis
Ixora insignis är en måreväxtart som beskrevs av Woon Young Chun, How och W.Ko. Ixora insignis ingår i släktet Ixora och familjen måreväxter. Inga underarter finns listade i Catalogue of Life.